# Avdira
Avdira (Grieks: Άβδηρα) is sedert 2011 een fusiegemeente (dimos) in de Griekse bestuurlijke regio (periferia) Oost-Macedonië en Thracië.
De drie deelgemeenten (dimotiki enotita) van de fusiegemeente zijn:
- Avdira (Άβδηρα)
- Selero (Σέλερο)
- Vistonida (Βιστωνίδα)

De gemeente is vernoemd naar de antieke stad Avdira. Avdira was een in 544 v C vanuit Teos gestichte Griekse kolonie in Thracië. De stad lag 16 kilometer van de monding van de Nestos. In de 4e eeuw werd ze verlaten. De antieke stad is nu een archeologische site.